# Chules
Pour les articles homonymes, voir gals (homonymie).
Chules (Gals en allemand) est une commune suisse du canton de Berne, située dans l'arrondissement administratif du Seeland, entre le lac de Bienne et le lac de Neuchâtel.

## Population

### Gentilé
Les habitants de la commune se nomment les Chulerains.

### Démographie

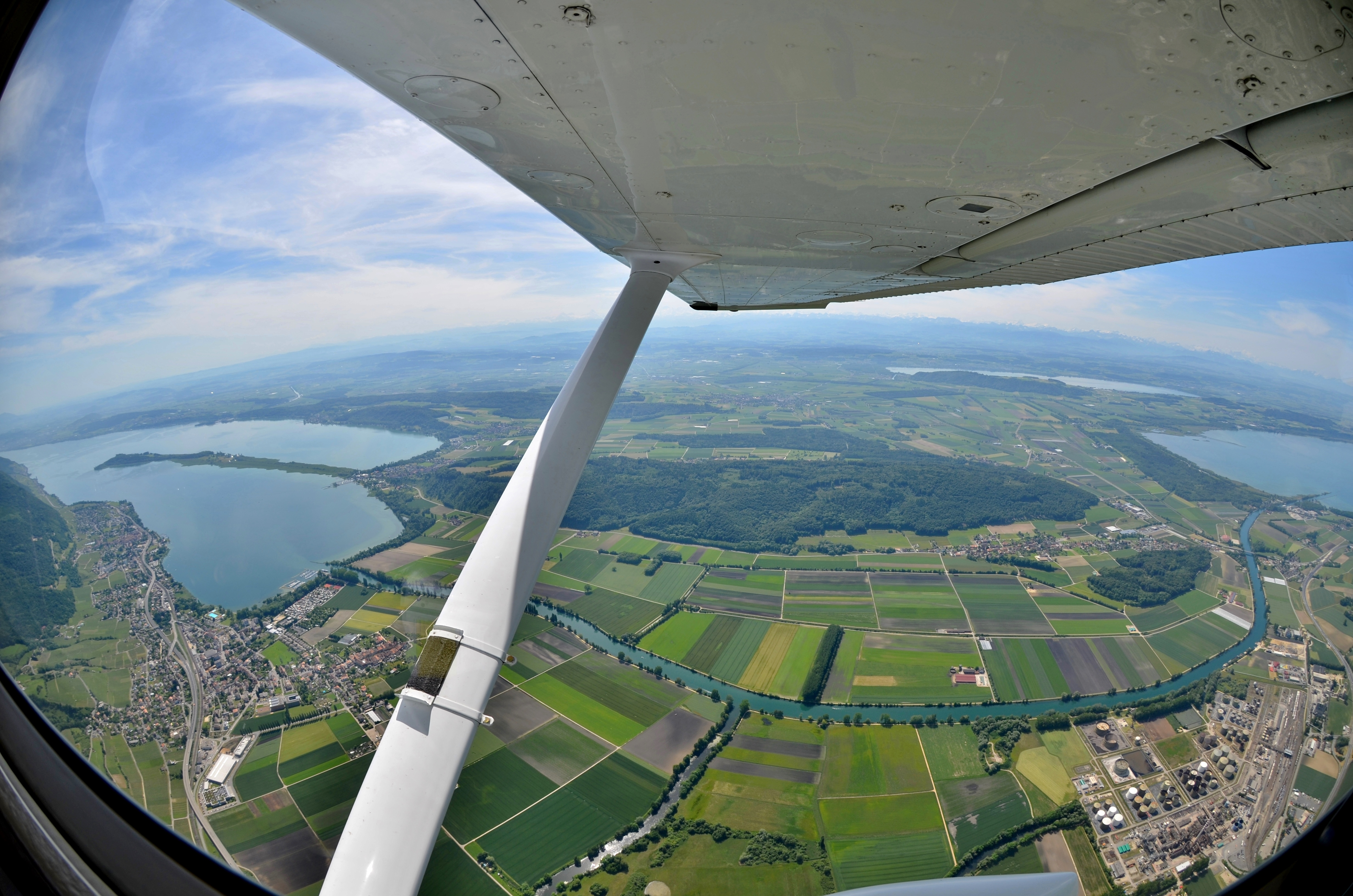
Vue aérienne du canal de la Thielle reliant le lac de Bienne et le lac de Neuchâtel : Chules se situe à droite de l'image, au-delà du canal, sur sa rive bernoise.

La commune compte 838 habitants au 31 décembre 2023, pour une densité de population de 107 hab./km2 .